# 15 novembre
Il 15 novembre è il 319º giorno del calendario gregoriano (il 320º negli anni bisestili). Mancano 46 giorni alla fine dell'anno.

## Eventi
- 115 a.C. – Il console romano Marco Emilio Scauro sconfigge definitivamente i Carni.
- 565 – Alla morte dell'imperatore romano Giustiniano gli succede il nipote Giustino II
- 655 – Battaglia di Winwaed: Penda di Mercia, ultimo re pagano anglosassone, viene sconfitto da Oswiu di Northumbria
- 1315 – Battaglia di Morgarten: un piccolo gruppo di fanti svizzeri sconfigge gli austriaci, numericamente preponderanti, presso Morgarten; fu una delle vittorie che segnarono la via all'indipendenza della Svizzera
- 1325 – A Zappolino, in località Prati di Saletto e di Parviano, territori del Comune di Bologna, si svolge la cruenta battaglia tra Ghibellini modenesi, capitanati da Passerino Bonacolsi e spalleggiati da Rinaldo d'Este di Ferrara, i Gonzaga di Mantova, i Visconti di Milano, Cangrande della Scala di Verona, Bertuccio e Gangalando da Guiglia e i fuoriusciti bolognesi Pepoli e Gozzadini, oltre a Mazarello da Cusano, contrapposti a Guelfi bolognesi, fiorentini e romagnoli.
- 1356 – Simone Boccanegra viene eletto doge per la seconda volta. Morirà ancora in carica, probabilmente avvelenato, nel 1363
- 1532 – Francisco Pizarro giunge a Cajamarca per incontrare Atahualpa; il giorno seguente lo imprigiona e gli Inca si arrendono
- 1533 – Francisco Pizarro conquista Cusco e procede al massacro del popolo Inca
- 1705 – Battaglia di Zsibó, i Kuruc ungheresi vengono sconfitti dall'esercito del Sacro Romano Impero e del Regno di Danimarca
- 1777 – Guerra d'indipendenza americana: dopo 16 mesi di dibattito il Congresso continentale approva gli Articoli della Confederazione
- 1791 – Apre i battenti la prima università cattolica degli Stati Uniti, la Georgetown University
- 1831 – Le grandi potenze riunite a Londra pubblicano il Protocollo dei XXIV articoli, destinato a ratificare l'indipendenza del Belgio dai Paesi Bassi.
- 1848 – Assassinio sulla scala della Cancelleria, sede delle nuove Camere, del conte Pellegrino Rossi, primo ministro di Pio IX
- 1852 – Viene scoperto Lutetia, un piccolo asteroide della Fascia principale, di circa 100 chilometri di diametro. Nel 2010 verrà sorvolato dalla sonda spaziale europea Rosetta
- 1859 – Viene promulgata come decreto legislativo del Regno di Sardegna e poi estesa a tutta l'Italia la Legge Casati sull'ordinamento scolastico. Rimarrà in vigore fino al 1923 e sarà anzi la base della Riforma Gentile che la sostituirà
- 1869 – L'armatore genovese Raffaele Rubattino, d'accordo con il governo italiano, acquista la baia di Assab nel Corno d'Africa. È il primo possedimento coloniale italiano.
- 1884 – Si apre a Berlino la Conferenza sul Congo che sancirà le regole internazionali per il commercio nell'Africa subequatoriale.
- 1889 – Il Brasile si trasforma pacificamente in repubblica
- 1899 – Guerra anglo-boera: Winston Churchill viene catturato dagli italiani di Camillo Ricchiardi a seguito dell’assalto a un treno britannico diretto verso Ladysmith.
- 1920 – A Ginevra si tiene la prima assemblea generale della Società delle Nazioni
- 1921 – Primo volo del dirigibile Roma fabbricato in Italia su progetto di Umberto Nobile e in dotazione all'esercito degli Stati Uniti
- 1926 – Dalla Radio Corporation of America - RCA - nasce la rete americana - NBC - (National Broadcasting Company) che apre con 24 stazioni radio
- 1938 –  R.D.L. Integrazione e coordinamento in testo unico delle norme già emanate per la difesa della razza nella Scuola Italiana
- 1941 – Seconda guerra mondiale: circa a metà novembre Iosif Stalin richiama le truppe dalla frontiera orientale che Richard Sorge aveva confermato al sicuro da attacchi giapponesi; viene potenziata così la forza militare russa in Europa, il che sarà una delle cause della disfatta tedesca
- 1942
  - Primo volo del Heinkel He 219, un caccia notturno tedesco con importanti innovazioni, quali l'abitacolo pressurizzato e il sistema di espulsione del pilota
  - Seconda guerra mondiale: finisce la battaglia navale di Guadalcanal
- 1943
  - Dopo l'uccisione del commissario della Federazione dei Fasci di Ferrara, Igino Ghisellini, sono fucilati 11 antifascisti
  - Il capo delle SS, Heinrich Himmler, ordina che i rom vengano messi "allo stesso livello degli ebrei e posti nei campi di concentramento" (si veda: Porrajmos).
- 1944 – A Bologna si combatte la battaglia della Bolognina tra partigiani della 7ª GAP e forze tedesche e fasciste.
- 1945 – Il Venezuela entra a far parte delle Nazioni Unite
- 1948 – Louis Saint-Laurent succede a William Lyon Mackenzie King come primo ministro del Canada. King detiene il record (3 mandati, quasi 22 anni in totale) nella posizione di primo ministro nella storia del Commonwealth
- 1955 – Inaugurazione della Metropolitana di San Pietroburgo
- 1956 – Esce nelle sale cinematografiche statunitensi il primo film in cui compare Elvis Presley (Love Me Tender)
- 1960
  - Dopo lo scandalo per la presunta oscenità dell'opera teatrale "L'Arialda", venata di tematiche omosessuali, il regista Luchino Visconti e gli attori Rina Morelli, Paolo Stoppa e Umberto Orsini si rivolgono al presidente della Repubblica Giovanni Gronchi per protestare contro la censura e contro il divieto di rappresentazione dell'opera. Il Presidente si rifiuta di riceverli
  - Primo lancio non sperimentale del missile Polaris da parte della Marina USA
- 1966 – Si conclude il Programma Gemini con l'ammaraggio della Gemini 12  nell'Oceano Atlantico
- 1967 – Michael James Adams esce dall'atmosfera terrestre a bordo dell'aereo esperimentale X-15. Viene considerato il 27° astronauta statunitense
- 1969
  - Marcia di protesta su Washington, la quarta contro la guerra del Vietnam
  - Guerra fredda: il sottomarino sovietico K-19 si scontra con il sottomarino statunitense USS Gato nel Mare di Barents
- 1971 – La Intel rilascia il primo microprocessore del mondo, il 4004
- 1975
  - Inizia il primo summit del G7 a Rambouillet in Francia.
  - Esce l'ultima striscia di Topolino disegnata da Floyd Gottfredson, americano, uno dei più grandi disegnatori della Disney
- 1976 – René Lévesque e il Parti Québécois vincono le elezioni e diventano il primo governo del Quebec nel XX secolo chiaramente in favore dell'indipendenza
- 1983 – Dichiarazione unilaterale della Repubblica turca di Cipro, riconosciuta unicamente dal governo turco
- 1988
  - Conflitto arabo-israeliano: l'Autorità Nazionale Palestinese proclama la nascita dello Stato palestinese e contestualmente riconosce quello israeliano
  - In Unione Sovietica, lo shuttle Buran 1.01 (senza piloti a bordo) viene lanciato per il suo primo e unico volo spaziale
- 1989 – Esce nelle sale cinematografiche statunitensi il film La sirenetta, 28º Classico Disney; è il primo film animato Disney musical dai tempi de Gli Aristogatti del 1970 e il primo basato su una fiaba dai tempi de La bella addormentata nel bosco del 1959
- 1990 – Programma Space Shuttle: lo Space Shuttle Atlantis viene lanciato con il volo STS-38 (settimo volo)
- 1999 – In Francia, la legge n. 99-944 definisce una nuova forma di unione, distinta dall'istituto matrimoniale, il Patto civile di solidarietà, un contratto tra due persone maggiorenni dello stesso sesso o di sesso diverso, al fine di organizzare la loro vita in comune
- 2001 - La Microsoft lancia sul mercato la console di videogiochi Xbox in America del Nord, segnando il primo ingresso dell'azienda nel settore dei giochi domestici.
- 2002 – Hu Jintao diventa Segretario generale del Partito Comunista Cinese
- 2011 - Party Rock Anthem è il primo video su YouTube a raggiungere il traguardo di 1.000.000 di like.
- 2017 – Il sommergibile argentino ARA San Juan (S42) con a bordo 44 militari argentini, scompare a più di 400 chilometri dalle coste dell'Argentina. Le ricerche, interrotte il 1º dicembre, non portano a nessun risultato. In seguito (17 novembre 2018) il relitto viene localizzato a 907 metri di profondità al largo del Golfo San Jorge (Patagonia).

## Nati
Ci sono circa 1 120 voci su persone nate il 15 novembre; vedi la pagina Nati il 15 novembre per un elenco descrittivo o la categoria Nati il 15 novembre per un indice alfabetico.

## Morti
Ci sono circa 540 voci su persone morte il 15 novembre; vedi la pagina Morti il 15 novembre per un elenco descrittivo o la categoria Morti il 15 novembre per un indice alfabetico.

## Feste e ricorrenze

### Civili
Internazionali:
- Giornata internazionale dello scrittore imprigionato

Nazionali:
- Brasile - Festa della Repubblica

Regionali:
- Belgio - Festa della Comunità germanofona

### Religiose
Cristianesimo:
- Sant'Alberto Magno, vescovo e dottore della Chiesa
- Sant'Alfonso Rodríguez-Olmedo, gesuita, martire
- San Desiderio di Cahors, vescovo
- Sant'Eugenio di Deuil, martire
- San Felice di Nola, protovescovo e martire
- San Fintano di Rheinau, monaco ed eremita
- San Flaviano di Vercelli, vescovo
- Santi Giuria e Samona, martiri
- San Giuseppe Pignatelli, sacerdote gesuita
- San Joseph Mukasa, martire
- San Leopoldo III di Babenberg il Pio, margravio
- San Maclovio (o Macuto), vescovo
- Santi Marino e Aniano, martiri
- Santi Martiri di Ippona
- San Raffaele di San Giuseppe (Józef Kalinowski), sacerdote
- San Rocco González, martire
- San Sidonio abate in Normandia
- Beato Caio di Corea, martire in Giappone
- Beato Enea da Faenza
- Beato Gerardo, mercedario
- Beato Giulio Bonati, sacerdote e martire
- Beata Hélène de Chappotin de Neuville (Maria della Passione), fondatrice delle Suore francescane missionarie di Maria
- Beato Juan Duarte Martín, diacono e martire
- Beata Lucia Broccadelli da Narni, domenicana
- Beati Richard Whiting, Roger James e John Thorne, martiri
- Beati Hugh Faringdon (Cook), Giovanni Eynon e Giovanni Rugg, martiri

Islam:
- 2004 - Aid Al Fitr / Aid Assaghir 1 Chawwâl 1425